# Melitaea interligata
Melitaea interligata är en fjärilsart som beskrevs av Derenne 1926. Melitaea interligata ingår i släktet Melitaea och familjen praktfjärilar. Inga underarter finns listade i Catalogue of Life.